# Альфредс Амтманіс-Брієдітіс
Альфредс Амтманіс-Брієдітіс або Альфред Фріцович Амтман-Брієдіт (латис. Alfreds Amtmanis-Briedītis; *5 серпня 1885, село Валле — †15 травня 1966, Рига) — латвійський актор, режисер і педагог.

## Життєпис
Акторську діяльність почав 1903 у Новому латиському театрі (Рига). З 1908 провадить режисерську роботу. З 1919 — актор і режисер Робітничого театру Радянської Латвії (пізніше Академічний театр драми Латвійської РСР).
З 1944 — художній керівник, потім головний режисер цього театру.

## Постановки
Серед постановок «Син рибака» за Лацісом, «Земля зелена» Упітса, «Йосиф та його брати» Райніса.

## Відзнаки і нагороди
Сталінська премія, 1948, 1950, 1951.
Народний артист СРСР (1953)